# Saltillo (Pennsilvània)
Saltillo és una població dels Estats Units a l'estat de Pennsilvània. Segons el cens del 2000 tenia 343 habitants.

## Demografia
Segons el cens del 2000, Saltillo tenia 343 habitants, 135 habitatges, i 100 famílies. La densitat de població era de 427,2 habitants/km².
Dels 135 habitatges en un 34,8% hi vivien nens de menys de 18 anys, en un 67,4% hi vivien parelles casades, en un 4,4% dones solteres, i en un 25,2% no eren unitats familiars. En el 22,2% dels habitatges hi vivien persones soles l'11,9% de les quals corresponia a persones de 65 anys o més que vivien soles. El nombre mitjà de persones vivint en cada habitatge era de 2,54 i el nombre mitjà de persones que vivien en cada família era de 3,01.
Per edats la població es repartia de la següent manera: un 27,7% tenia menys de 18 anys, un 5,8% entre 18 i 24, un 33,5% entre 25 i 44, un 18,1% de 45 a 60 i un 14,9% 65 anys o més.
L'edat mediana era de 34 anys. Per cada 100 dones de 18 o més anys hi havia 103,3 homes.
La renda mediana per habitatge era de 32.917$ i la renda mediana per família de 40.000$. Els homes tenien una renda mediana de 28.750$ mentre que les dones 16.250$. La renda per capita de la població era de 14.333$. Entorn del 5,4% de les famílies i el 7,8% de la població estaven per davall del llindar de pobresa.

## Poblacions més properes
El següent diagrama mostra les poblacions més properes.